# Побудь в моей шкуре (роман)
«Побудь в моей шкуре» (англ. Under the Skin) — роман английского писателя Мишеля Фейбера, опубликованный в 2000 году. Режиссёр Джонатан Глэйзер снял в 2013 году одноимённый фильм, несколько изменив сюжет.

## Сюжет
События излагаются с точки зрения молодой женщины по имени Иссерли, которая каждый день ездит по горным дорогам Шотландии, подбирая попутчиков — мужчин с развитым телосложением. Подсадив автостопщика в машину, Иссерли старается больше о нём узнать. Она предпочитает одиноких мужчин, которых усыпляет и привозит на ферму, где живёт. Там работают несколько рабочих во главе с владельцем фермы Эссуисом. Иссерли негативно относится к мужчинам на ферме, считая их недостаточно культурно развитыми.
На ферму прибывает Амлис Весс, сын их главного работодателя, наследник главы крупной корпорации. Утром Эссуис будит Иссерли, он говорит, что Амлис выпустил четырёх «водселей», которых надо срочно поймать. Во время охоты за сбежавшими становится ясно, что «водсели» — это люди. Затем выясняется, что Иссерли и все работники фермы — инопланетяне, которые откармливают пойманных землян на убой. Внешне инопланетяне напоминают собак, облик земных людей только у Иссерли и Эссуиса, остальные прячутся в подземных постройках.
Иссерли и представители её расы ощущают себя «людьми», а земных обитателей Homo sapiens воспринимают как неразумных «животных» для охоты и употребления в пищу — их называют «водселями». Иссерли подверглась операциям, чтобы принять вид самки водселя и заманивать самцов. Пойманных водселей откармливают (предварительно кастрируя и вырезая язык), затем забивают, полуфабрикаты отправляют на свою планету, где их мясо является деликатесом.
В юности на своей планете Иссерли была красивой, после операции она считает себя изуродованной. Она согласилась на эту работу, чтобы продвинуться по социальной лестнице и избежать худших условий труда. Земля для неё — прекрасный мир по сравнению с её планетой с нехваткой кислорода и острым социальным неравенством. Амлис представлен как гуманист, противник убийств водселей, он пытается убедить Иссерли в своей правоте. После его отлёта Иссерли испытывает психологический дискомфорт, совершает ошибки в работе, также она узнаёт, что на её место претендуют многие другие, а корпорация запросила возможность доставки живой самки водселя с репродуктивными функциями.
Иссерли решает навсегда сбежать с фермы, по пути она подбирает автостопщика, который спешит на роды своей подруги. По его просьбе Иссерли едет быстрее, но попадает в аварию. Она приходит в себя в разбитой машине, с сильными ранениями, и собирается взорвать бомбу, чтобы скрыть следы своего пребывания. Иссерли думает, что атомы, из которых она состоит, смешаются с этим «чудесным миром» и она будет «жить вечно». С этой мыслью она тянется к кнопке взрывного устройства.

## Критика
Андре Алексис в рецензии «The New York Times» писал, что это «замечательный роман», «размышление о милосердии, боли и несправедливости».